# Spathius euthyradius
Spathius euthyradius är en stekelart som beskrevs av Chao 1978. Spathius euthyradius ingår i släktet Spathius och familjen bracksteklar. Inga underarter finns listade i Catalogue of Life.